# Sân vận động Saoud bin Abdulrahman
Sân vận động Saoud bin Abdulrahman Al-Thani (tiếng Ả Rập: ملعب سعود بن عبدالرحمن), còn được gọi là Sân vận động Al-Wakrah SC, là một sân vận động đa năng ở Al Wakrah, Qatar. Sân hiện đang được sử dụng chủ yếu cho các trận đấu bóng đá. Đây là sân nhà của Al-Wakrah SC. Sân vận động có sức chứa 12.000 người.
Một sân vận động mới có tên gọi là Sân vận động Al Janoub được xây dựng tại khu vực lân cận để kịp thời phục vụ cho Giải vô địch bóng đá thế giới 2022 và được sử dụng làm sân nhà của Al-Wakrah SC.
Tại Giải vô địch bóng đá thế giới 2022, sân vận động này đã được sử dụng làm địa điểm đóng quân của đội tuyển bóng đá quốc gia Anh.